# Bałtrucie
Bałtrucie (deutsch Rastenburgswalde) ist ein Ort in der polnischen Woiwodschaft Ermland-Masuren. Er gehört zur Gmina Kętrzyn (Landgemeinde Rastenburg) im Powiat Kętrzyński (Kreis Rastenburg).

## Geographische Lage
Bałtrucie liegt in der nördlichen Mitte der Woiwodschaft Ermland-Masuren nördlich des Stadtteils Piastowskie von Kętrzyn (deutsch Rastenburg). Bis zum Zentrum der Stadt sind es drei Kilometer.

## Geschichte
Das frühere Rastenburgswalde, das bis zum 19. Mai 1836 „Abbau Baltrusch“ hieß, war eines der Abbaugüter in der ostpreußischen Stadt Rastenburg. Der kleine Ort bestand aus einem großen Hof und war bis 1945 ein Wohnplatz in der Stadt. Im Jahre 1905 zählte Rastenburgswalde 36 Einwohner.
Als 1945 das gesamte südliche Ostpreußen an Polen abgetreten wurde, erhielt Rastenburgswalde die polnische Namensform „Bałtrucie“. Heute ist der kleine Ort Teil der Landgemeinde Kętrzyn (Rastenburg) im Powiat Kętrzyński (Kreis Rastenburg), von 1975 bis 1998 der Woiwodschaft Olsztyn, seither der Woiwodschaft Ermland-Masuren zugehörig.

## Kirche
Bis 1945 war Rastenburgswalde in die evangelische Pfarrkirche Rastenburg in der Kirchenprovinz Ostpreußen der Kirche der Altpreußischen Union sowie in die römisch-katholische Kirche St. Katharinen Rastenburg im Bistum Ermland eingepfarrt.
Der kirchliche Bezug zur Stadt besteht auch heute für Bałtrucie, wobei diese katholischerseits nun zun Erzbistum Ermland und evangelischerseits zur Diözese Masuren der Evangelisch-Augsburgischen Kirche in Polen gehört.

## Verkehr
Bałtrucie liegt an einer Nebenstraße, die von Kętrzyn nach Działki (Rastenburgsfelde) führt. Kętrzyn ist auch die nächste Bahnstation und liegt an der – jetzt nur noch ab Korsze (Korschen) befahrenen – Bahnstrecke Głomno–Białystok.